# Giovani Versini
Giovani Versini (Marsiglia, 18 marzo 2004) è un calciatore francese, ala del Pau.

## Carriera
Nato a Marsiglia, Versini ha iniziato a giocare a calcio da giovanissimo nel club locale Burel FC, noto per aver formato talenti come Maxime Lopez e Ilan Kebbal. All’età di 12 anni entra nel settore giovanile dell’Olympique de Marseille, il suo club del cuore, dove progredisce grazie a un percorso di formazione strutturato. Ha giocato per la squadra B del Marsiglia nel Championnat National 2 durante la stagione 2021–22.
Nel 2022, Versini firma un contratto professionistico con il Clermont, lasciando il Marsiglia dove era sotto contratto da giovane. Esordisce con la squadra B del Clermont nel Championnat National 3 e viene convocato una volta in prima squadra per una partita di Ligue 1 contro il Rennes, senza però scendere in campo. Con poche opportunità in prima squadra, viene prestato al FC Bourgoin-Jallieu in Championnat National 2 per accumulare minuti di gioco.
Dopo il ritorno al Clermont, Versini viene messo a parte dal gruppo professionistico nell’estate 2024. Cercando un nuovo inizio, viene prestato al LB Châteauroux alla fine di agosto 2024, partecipando al Championnat National, la terza divisione francese.
A Châteauroux, Versini si afferma rapidamente come giocatore chiave sotto la guida dell’allenatore Cris nonostante le difficoltà del club nella lotta per non retrocedere. La sua velocità, abilità tecnica e capacità di dribbling lo rendono una costante minaccia sulla fascia destra. Nel corso della stagione segna 5 gol e fornisce 8 assist, guadagnandosi il premio come Rivelazione della Stagione nel Championnat National.
Con il contratto al Clermont in scadenza nell’estate 2025, Versini suscita interesse da diversi club di Ligue 2. Il 23 giugno 2025 firma un contratto triennale con il Pau FC, salendo nella seconda divisione francese.